# Фингерт, Александр
Александр Фингерт (род. 1 мая 1965, Псков) — советский и израильский легкоатлет, специалист по метанию копья. Выступал за сборные СССР и Израиля по лёгкой атлетике в 1980-х и 1990-х годах, пятикратный чемпион Израиля, участник двух чемпионатов мира.

## Биография
Александр Фингерт родился 1 мая 1965 года в городе Пскове. Спортом начал заниматься в возрасте 10 лет по наставлению отца, кандидата в мастера спорта по волейболу, чемпиона юниорского всероссийского первенства по прыжкам в высоту.
Учился в Ленинградском горном институте имени Г. В. Плеханова, но с третьего курса ушёл служить в армию — проходил службу в 1985—1987 годах в Мурманской области. После армии поступил в Государственный институт физической культуры имени П. Ф. Лесгафта, который так же не окончил.
Впервые заявил о себе в лёгкой атлетике в 1988 году, став лучшим метателем копья на соревнованиях в Ленинграде.
В сентябре 1989 года на соревнованиях в Баку установил свой личный рекорд в метании копья — 80,18 метра.
В 1990 году был вторым на турнирах в Брянске и в финской Коуволе, участвовал в Мемориале братьев Знаменских в Москве.
В 1991 году занял седьмое место на зимнем чемпионате СССР по метаниям в Адлере.
Получив приглашение от клуба «Маккаби» из Тель-Авива, Фингерт переехал на постоянное жительство в Израиль и решил выступать за израильскую национальную сборную. В 1992 году одержал победу на чемпионате Израиля в метании копья, но попасть на Олимпийские игры в Барселоне ему не удалось.
Впоследствии в 1994—1997 годах ещё четыре раза подряд выигрывал израильский национальный чемпионат. Главным его соперником здесь являлся другой выходец из СССР Вадим Бавыкин.
Представлял Израиль на чемпионатах мира 1995 года в Гётеборге и 1997 года в Афинах, в обоих случаях выйти в финал не сумел.
Работал тренером по лёгкой атлетике в Израиле. Принимал участие в ветеранских соревнованиях. Есть двое детей.